# Ross Dunkerton
Ross Dunkerton (Perth, 16 de juliol de 1945) és un pilot de ral·lis australià de la regió d'Austràlia Occidental.
Dunkerton guanyà el Campionat de Ral·lis Àsia Pacífic de 1991 i 1992 amb un Mitsubishi Galant VR-4. A més a més, fou el guanyador del Campionat d'Austràlia de Ral·lis dels anys 1975, 1976, 1977, 1979 i 1983.